# Nell Cobar
Nell Cobar născut Cornel Barasch (n. 31 decembrie 1915, București — d. 26 iulie 1993) a fost un regizor de filme de animație și caricaturist român. El este creatorul popularului personaj de desene animate Mihaela.

## Biografie
Cornel Barasch, cunoscut ca Nell Cobar, s-a născut la data de 31 decembrie 1915 în București, într-o familie de etnie evreiască. Nu a urmat studii superioare, debutând ca desenator la cinematograf în anul 1939. Primul desen animat l-a realizat în anul 1940, acesta fiind de fapt o reclamă pentru ciorapi. 
Nell Cobar a realizat peste 40 de filme de animație. El este creatorul popularului personaj de desene animate “Mihaela”. Pentru "Mulțumesc, Mihaela", Nell Cobar a obținut un premiu în anul 1971 la Festivalul de film pentru copii de la Veneția. 
Începuturile personajului Mihaela sunt legate de caricaturistul Nell Cobar. El a inventat un personaj, Mihaela, care era o fetiță cu codițe, care alături pe prietenul ei, cățelușul Azorel, trece prin fel de fel de situații. Studioul "Animafilm" a realizat, în regia lui Nell Cobar, un serial de desene animate care a fost difuzat între anii 1970 și 1980 la Televiziunea Română, într-o rubrica fixă, 1001 de seri, zilnic, cu 10 minute înainte de principalul jurnal de știri. Emisiunea a luat sfârșit la mijlocul anilor 1980, după mulți ani de glorie, odată cu scurtarea programului de la televizor.
Imediat după Revoluția din decembrie 1989, personajul Mihaela a reînviat într-o revistă lunară, cu același nume, dedicată copiilor și condusă de Nell Cobar. Printre cei care au colaborat la această revistă s-a numărat și actorul Iurie Darie. Revista și-a încetat apariția după moartea lui Cobar.

## Premii

### Caricatură
- Premiul I „Ariciul de aur” / Medalia de Aur la Galeria Mondială a Caricaturii, Skopje (1970)[5][3]
- Medalia de argint la Expoziția internațională de caricatură – Sarajevo (1972)
- Medalie de argint la Festivalul internațional de satiră și umor – Gabrovo (1973)
- Diplomă de onoare la Salonul internațional de caricatură – Knokke Heist (1976)
- Marele Premiu la Expoziția internațională de caricatură / Salonul Internațional de Caricatură – Montreal (1982)

### Filme de animație
- Premiu la Festivalul filmului pentru copii – Veneția, 1970 (‘Leul de argint’ pentru filmul „Mulțumesc, Mihaela”);
- Medalie la Festivalul de film - Varna (1975)
- Premii ACIN (1979, 1985)

## Distincții
- Ordinul Muncii clasa a III-a (1 octombrie 1957) „pentru merite deosebite în activitatea artistică”[6]
- Ordinul „Meritul Cultural” clasa a IV-a (1968) „pentru activitate deosebită în domeniul artelor plastice”[7]

## Filmografie
- Mitică – scenariu, co-regie, desene (Iulian Hermeneanu, 1963)
- Băiețelul care făcea totul pe jumătate – scenariul și regia (1964)
- Nota 3 – scenariul, regia, desene (1965)
- Eu!!! – scenariul, regia și desenele (1966)
- Față în față cu fericirea – scenariul și regia (1967)
- Merele – scenariul, regia și desenele (1968)
- Mihaela – scenariul, regia și desenele (1968) - serial TV
- Mulțumesc, Mihaela – scenariul, regia și desenele (1968)
- Prietena noastră Mihaela – scenariul, regia și desenele (1969)
- Flori pentru Mihaela – scenariul, regia și desenele (1970)
- La mulți ani, Mihaela! – scenariul, regia și desenele (1971)
- Leo & Leo – scenariul, regia și desenele (coprod. Animafilm & Corona Cinematografica, Roma; 1971)
- Alo, aici Mihaela! – scenariul, regia și desenele (1972)
- Țepi (I), co-scenarist (regia Horia Ștefănescu, 1972)
- Ursulețul Mihaelei – scenariul, regia și desenele (1972)
- Adresantul cunoscut – scenariul, regia și desenele (1973)
- Jucăriile Mihaelei – scenariul, regia și desenele (1973)
- Teoria chibriturilor (1982)
- Fața nevăzută a lumii – scenariul, regia și desenele (1983)
- Mihaela are noi prieteni – scenariul, regia și desenele (1985)

## Expoziții
- De la propaganda politică la baby boom - Muzeul Județean de Istorie Brașov, 25 martie-25 iulie 2016
- De la propaganda politică la baby boom - PostModernism Museum, Bucuresti, 29 iunie-1 octombrie 2015